# Nyctographie

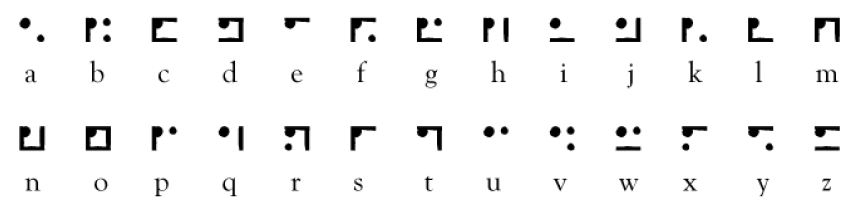
Square Alphabet 1815

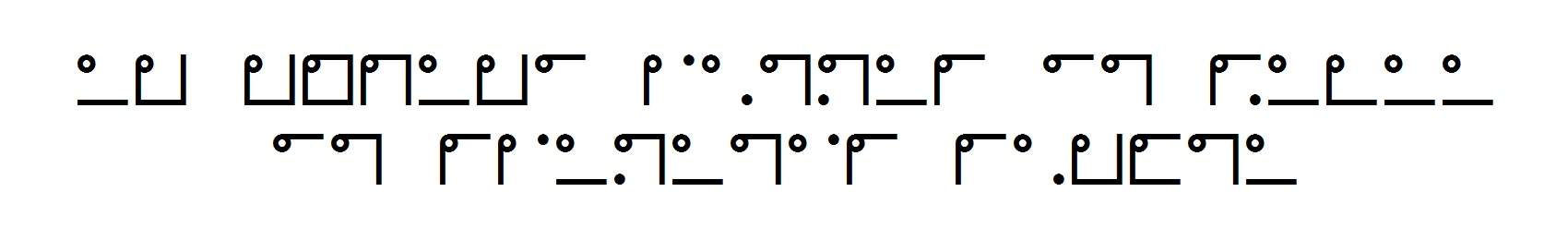
Lateinische trinitarische Formel „In nomine Patris et Filii et Spiritus Sancti“ in Nyctographie

Die Nyctographie (deutsch: Nachtschrift) ist eine Form der Kurzschrift, die ein einfaches Alphabet verwendet, das aus Punkten und Strichen besteht, die innerhalb eines Quadrates angeordnet sind („Square Alphabet“). Laut dem Universal Wörterbuch aus dem 19. Jahrhundert Grand dictionnaire universel du XIXe siècle bedeutet nyctographie die Kunst des Schreibens, ohne zu sehen.

## Geschichte
Das Alphabet der Kurzschrift wurde von dem Franzosen Julien Leroy am 30. Oktober 1815 veröffentlicht. Das Nyctographie-Alphabet wurde im November 1817 von der Société d'encouragement pour l'industrie nationale veröffentlicht.

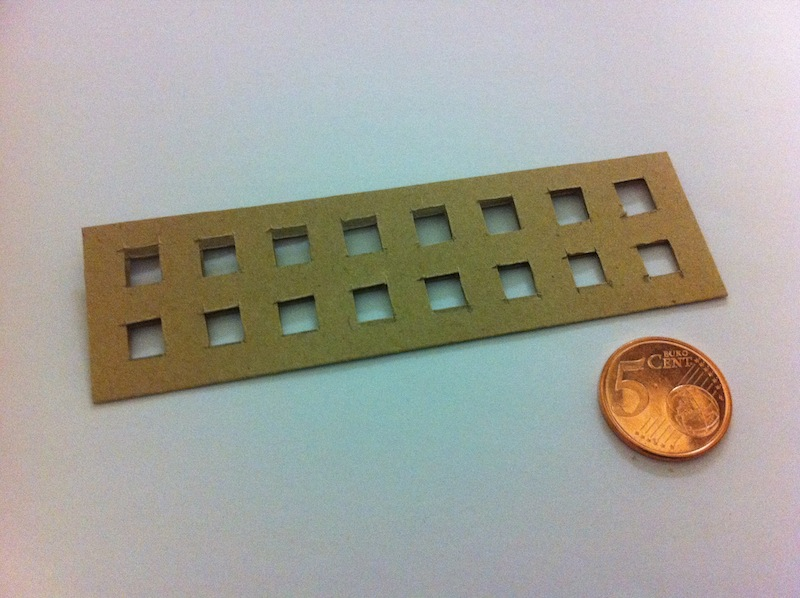
Rekonstruktion des Nyctographs von Lewis Carroll

Der bekannte britische Schriftsteller und Mathematiker Lewis Carroll entwickelte 1891 zu dieser Kurzschrift ein Schreibgerät, den Typhlograph, der auch Nyctograph genannt wurde, und eine Art Schablone zum Square Alphabet von Julien Leroy war. Die letzte Version des Nyctograph ist in Lewis Carroll Tagebuch von 24. September 1891 aufgezeichnet und war auch Gegenstand eines Schreibens an das "The Lady"-Magazin vom 29. Oktober 1891. Die Lewis Carroll Society of North America unter der Leitung von Alan Tannenbaum rekonstruierte 2005 den Nyctograph von Lewis Carroll.
Im Jahre 2011 erschien eine Nyctographie-Ausgabe von Carrolls berühmten Kinderbuch Alice's Adventures in Wonderland (Alice im Wunderland). Ende 2014 stellte der Designer Neale Davidson einen entsprechenden Font zur freien Verwendung vor.